# École Centrale de Paris
École Centrale de Paris er et fransk ingeniør-institut tilknyttet Université Paris-Saclay. 
Instituttet blev oprettet i 1829 (École centrale des arts et manufactures) og har i dag omkring 2000 studerende. 

## Berømte kandidat
- Gustave Eiffel, fransk ingeniør og arkitekt og er mest kendt for at have skabt Eiffeltårnet i Paris